# Національна скарбова адміністрація Республіки Польща

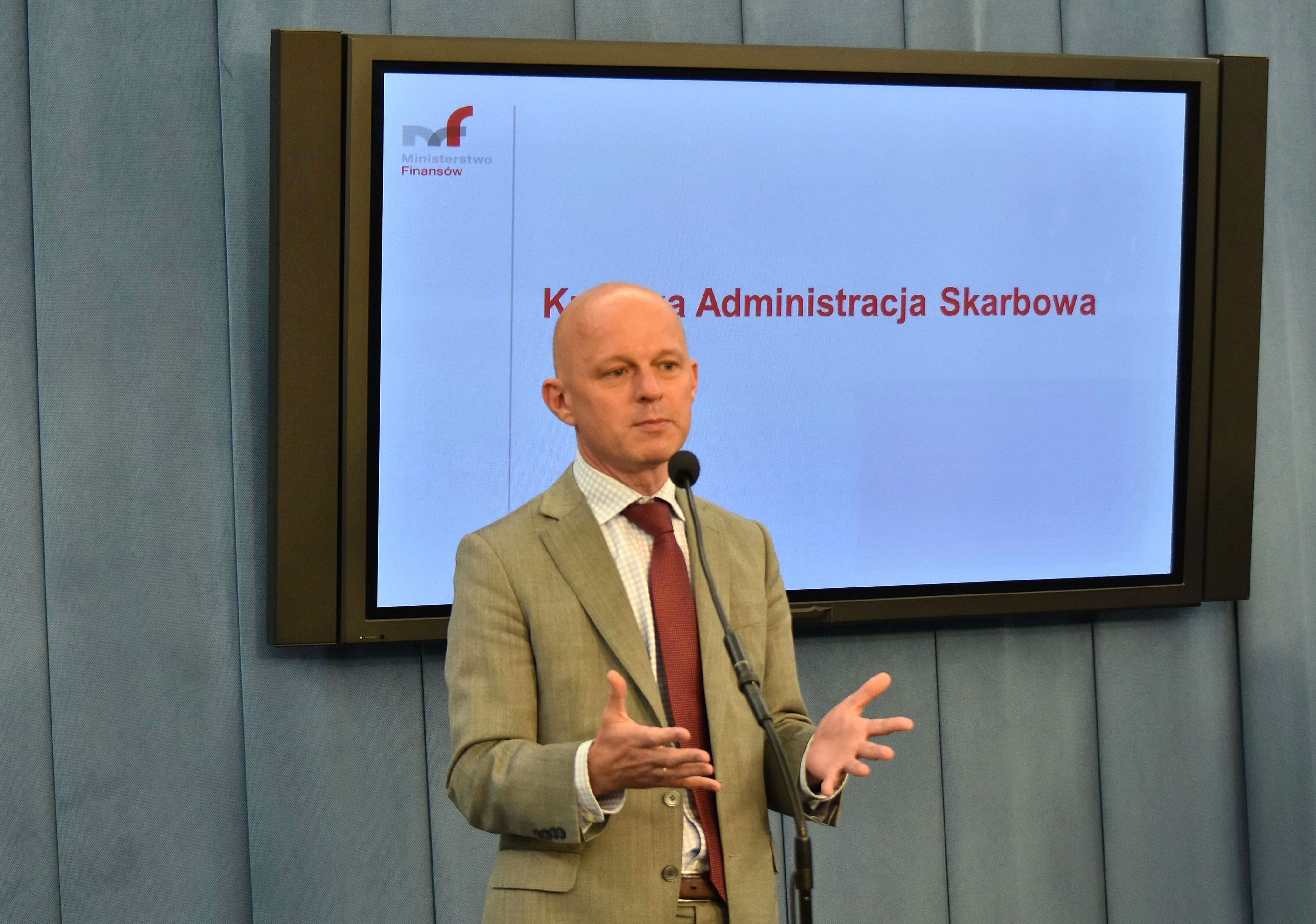
Міністр фінансів Павел Шаламаха представляє основи функціонування Національної фіскальної адміністрації на прес-конференції в Сеймі (2016)

Національна скарбова адміністрація — орган податкової та митної адміністрації в Польщі. До складу Національної скарбової адміністрації входить Митно-податкова служба, яка є правоохоронним органом. Очолює інституцію її шеф. У Національної скарбової  адміністрації є своє свято, яке відзначається щорічно 21 вересня.

## Історія
До створення Національної скарбової адміністрації фіскальні органи поділялися на: податкову адміністрацію (16 податкових палат, 400 податкових інспекцій), Митну службу (16 митних палат, 45 митниць, 143 митних управління) та фіскальний контроль (16 податкових інспекцій). Ці три підрозділи функціонували незалежно один від одного, що призводило до розпорошеності та уповільнення виконання завдань. Ця система незмінно діяла в Польщі 30 років.
16 листопада 2016 Сейм Республіки Польща прийняв закон про об’єднання цих органів в єдину формацію, а 1 грудня 2016 Президент Республіки Польща підписав його. Цей закон також уніфікував положення про митні та податкові інспекції; започаткував співпрацю офісів та створив внутрішній підрозділ – Митно-податкову службу. Цей закон набув чинності 1 березня 2017 року.

## Законодавче визначення
Ст.1 розд. 2-3 закону від 16 листопада 2016 про Національну скарбову адміністрацію передбачає, що:
 

## Завдання
До завдань Національної фіскальної адміністрації входить:
- обслуговування доходів від податків, зборів і мит;
- митне співробітництво в рамках Європейського Союзу ;
- митне оформлення товарів і регулювання становища товарів;
- підтримка платників податків та підприємців у правильній сплаті податків та мит;
- стягнення податків та забезпечення заборгованості;
- податкова та митна освіта;
- проведення внутрішнього аудиту та контролю;
- навчання та підвищення кваліфікації службовців і посадових осіб;
- підготовка статистичних даних, балансів та прогнозів щодо явищ у Національній скарбовій адміністрації та аналіз ризиків;
- протидія фінансуванню тероризму ;
- контроль за дотриманням валютного законодавства та належною видачею дозволів на здійснення валютних операцій;
- контроль обмінників;
- виявлення, боротьба та запобігання фіскальним злочинам і торгівлі нелегальними товарами, а також притягнення до відповідальності винних;
- обслуговування систем Інтрастат та Екстрастат;
- співробітництво в реалізації спільної аграрної політики ЄС .

## Керівництво
- Бартош Збаращук - Шеф НСА
- Анна Халупа - заступник шефа НСА
- Маріуш Гойни - заступник шефа НСА

## Організаційна структура
- Міністр, відповідальний за державні фінанси - контролює діяльність НСА, створює політику виконання завдань та ініціює податкове та митне законодавство.
- Голова Національної скарбової адміністрації - контролює діяльність НСА, відповідає за людські ресурси, управляє фінансами, представляє зовні, аналізує діяльність та співпрацює з державами-членами Європейського Союзу у сфері податкової та митної політики.
- Національна скарбова інформація - надає та обробляє податкову та митну інформацію та тлумачить положення податкового та митного законодавства.
- Національна школа скарбовості - готує офіцерів Національної скарбової адміністрації.
- Палати скарбової адміністрації - контролюють митні та податкові служби, надають субсидії підприємцям, проводить перевірки та аналізують діяльність.
- Податкові служби - збирають збори, податки та мито; допомагабть платникам податків правильно сплачувати податки та накладають штрафи за несплату податків.
- Митно-скарбові служби - здійснюють митний і податковий контроль і стягують митні збори[5].